# San Bartolo (sítio maia)

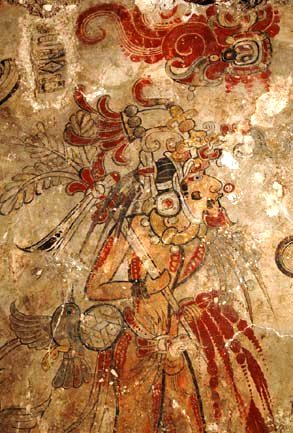
Rei (personificando o herói Hunahpu) escarificando o pénis. Fragmento do mural oeste, San Bartolo

San Bartolo é um pequeno sítio arqueológico maia pré-colombiano situado no departamento de Petén no norte da Guatemala, a nordeste de Tikal e distante aproximadamente 80 km do assentamento mais próximo. A fama de San Bartolo deriva das suas magníficas pinturas murais do pré-clássico tardio ainda com fortes influências olmecas bem como de exemplos de escrita maia inicial e até ao momento indecifrável.
Este sítio maia inclui uma pirâmide com cerca de 25 m de altura chamada "Las Ventanas" (As Janelas); o Templo de "Las Pinturas" (As Pinturas); um túmulo real no "conjunto de El Tigrillo" (Conjunto do Ocelote); e (no grupo "Jabalí" [Javali] a cerca de 500 m a leste da praça central) um conjunto triádico similar ao grupo H de Uaxactún e à acrópole norte de Tikal. A pirâmide começou a ser construída por volta de 300 a.C. (câmaras basais) e terá sido terminada por volta de 50 d.C.

## Descoberta e reconstrução
Em 2001, na base de uma pirâmide, uma equipa liderada por William Saturno (um investigador do Peabody Museum of Archaeology and Ethnology) descobriu uma câmara com murais datados de 100 a.C., tornando-os os mais antigos conhecidos até à data (2012). As escavações iniciaram-se em março de 2003. Os murais foram estabilizados e foi usada uma técnica especial para efetuar o registo fotográfico das pinturas. Fragmentos caídos foram também fotografados. Desenhos da reconstrução detalhados foram feitos por Heather Hurst. A iconografia das cenas murais foi subsequentemente analisada e interpretada pelo iconógrafo do projeto Karl Taube. Além dos murais, foi descoberto em San Bartolo pela arqueóloga Monica Pellecer Alecio o mais antigo túmulo real maia.

## Murais: O Mito dos Gémeos (Popol Vuh) e o Mito do Milho
Segundo o que defendem Saturno, Stuart e Taube, os murais nas paredes norte e oeste da câmara na base da pirâmide-templo ('Pinturas Sub-1') representam elementos da mitologia da criação maia remniscentes do Popol Vuh bem como das tradições cosmológicas iucatecas.
O mural da parede norte compreende duas cenas. Uma cena situa-se em frente de uma gruta de montanha )pertencente à Montanha da Flor); vários personagens caminham e ajoelham-se sobre uma grande serpente. O deus maia do milho é representado entre um grupo de homens e mulheres, recebendo (ou talvez dando) uma cabaça. A outra cena mostra quatro bebés, ainda com os cordões umbilicais, rodeando uma cabaça, a qual se encontra aberta e da qual emerge uma quinta figura masculina totalmente vestida. Uma grande figura de uma deidade observa a cena.
O mural oeste tem um número muito maior de cenas. Uma parte do mural apresenta quatro imagens sucessivas de árvores com aves, reis, e sacrifícios (consistindo de peixe, veado, peru, e flores fragrantes), às quais foi adicionada uma quinta árvore. As cinco árvores são comparáveis às árvores direcionais do códice Borgia e àquelas mencionadas no Livro de Chilam Balam de Chumayel; as aves associadas representam Itzamná. Os sacrifícios são comparáveis aos que se encontram na secção do Portador do Ano do códice de Dresden. Os primeiros quatro reis são representados perfurando os seus pénis (ver figura), derramando sangue sacrificial, e depois oferecendo um sacrifício. Estes quatro reis são interpretados como personificações de Hunahpu. A quinta figura, associada com a quinta árvore pertencente ao centro - própria árvore da vida - é o deus maia do milho. A representação direcional como um todo, pode referir-se ao arranjo inicial do mundo.
Outra parte do mural ocidental representa três cenas da vida do deus do milho e a coroação de um rei, mostrando o direito divino de governar vindo dos deuses, e fornecendo prova de que os maias tinham monarquias plenamente estabelecidas séculos antes do que se pensava anteriormente. As três cenas do deus do milho mostram (i) um bebé de milho segurado por um homem ajoelhado sobre as águas, (ii) o deus do milho no interior de uma gruta de tartaruga, dançando perante duas deidades entronizadas, e (iii) o deus do milho voando no céu, ou talvez caindo do céu em direção à água. Há quem sugira que a cena (iii) representa a morte do deus do milho.

## Outros paralelismos
Para uma explicação de muitas das cenas murais, o Popol Vuh oferece poucas pistas, e os estudiosos começaram a buscar noutras direções. Por exemplo: foi sugerido que as três cenas do deus do milho no mural ocidental, referem-se a mitos da atual Costa do Golfo sobre um deus do milho que domina os deuses do trovão e do relâmpago criando as condições necessárias à agricultura. A cena da cabaça no mural norte, por outro lado, pode tratar-se (conforme sugeriu Van Akkeren) de uma ilustração de um mito pipil sobre um grupo de rapazes (deidades da chuva) nascidos juntamente com o seu irmão mais novo (Nanahuatzin) de uma calabaça. Neste mito, Nanahuatzin é quem abre a Montanha do Milho e introduz a agricultura. Ao mesmo tempo, o autor interpreta a cabaça juntamente com os quatro bebés que a rodeiam como um símbolo para um local de origens frequentemente mencionado em fontes das Terras Altas Maias, Suywa or Tsuywa, situado algures na região da Costa do Golfo.